# Castillo de María de Huerva
El castillo de María de Huerva es un monumento de origen musulmán situado en el municipio zaragozano de María de Huerva.

## Historia
En el siglo X Abderramán III acuarteló parte de sus tropas en este castillo a la espera de atacar Zaragoza. Formaba parte del perímetro defensivo de Saracusta junto a las fortalezas de (Juslibol, Miranda, Alfocea, Torre de Candespina, El Castellar, Cadrete, María, Santa Bárbara, Santa Inés y Pola, hasta que finalmente fue reconquistado por Alfonso I el Batallador en 1118. El castillo estuvo al mando de varios tenentes reales hasta que en 1232 Jaime II de Aragón lo entregó a Don Blasco de Aragón a cambio de Morella, lo que da idea de su importancia en esa época. Posteriormente, pasó por distintos señores aunque fue perdiendo importancia con el tiempo, aunque aún en el siglo XIV se vio envuelto en las luchas entre los Unionistas y las tropas reales. Después de estos acontecimientos, aparece como señorío de Roger de Lauria en 1351 y en 1428 pertenecía a la familia Fernández de Heredia, después condes de Fuentes.

## Descripción
El castillo está situado sobre un promontorio algo alejado de la población y al otro lado del río Huerva. Se conservan los restos de un recinto de planta ovalada de unos 50 metros de eje mayor, presidido desde una cota superior por una torre de tapial semiderruida; la torre es de planta cuadrada, ha perdido el remate, uno de sus lados y está construida en mampostería. Debajo de este risco y al lado de los restos del recinto se pueden observar restos de numerosas construcciones, escaleras talladas en la roca y accesos en zig-zag tan característicos de las fortalezas musulmanas.

## Catalogación
El castillo de María de Huerva está incluido dentro de la relación de castillos considerados Bienes de Interés Cultural, en virtud de lo dispuesto en la disposición adicional segunda de la Ley 3/1999, de 10 de marzo, del Patrimonio Cultural Aragonés. Este listado fue publicado en el Boletín Oficial de Aragón del día 22 de mayo de 2006.